# Détachements de partisans soviétiques (1941-1944)
Pour un article plus général, voir Partisans soviétiques.
Les détachements de partisans soviétiques (1941—1944) (russe : партизанский отряд; biélorusse : партызанскі атрад), était la principale forme d'organisation des unités de partisans soviétiques.

## Composition
La composition numérique et structurelle des détachements de partisans variait, avec un nombre courant de 100 à plusieurs centaines de membres, organisés en 3 à 4 compagnies de 3 pelotons chacune et 3 sections par peloton. Un détachement était commandé par un commandant et un commissaire, aidés par un chef d'état major et un état-major et par des délégués pour les reconnaissances, les diversions et la logistique avec leurs sous-unités respectives. Les plus gros détachements avaient des armes lourdes confiées aux sous-unités.
Chaque détachement conservait les structures primaires du Parti communiste et du Komsomol.

## Évolution
À partir du 9 septembre 1942, le Quartier général pour la Biélorussie du mouvement des partisans (en) classa les détachements par leur composition numérique : 100-150, 151-350, 351 et plus de membres.
De par leurs objectifs, les détachements pouvaient être : communs (unitaires), diversionnistes-reconnaissances, cavalerie, artillerie, état-major, défense territoriales, marche. 
Sur le territoire de la RSS de Biélorussie 1 255 détachements distincts opérèrent en 1941-1944, la majorité structurés en brigades de partisans, dont 203 séparément.
Les plus gros détachements, dans certaines conditions, pouvaient être agrandis en une brigade de partisans ou en régiment de partisans.

## Sources
- (en) Cet article est partiellement ou en totalité issu de l’article de Wikipédia en anglais intitulé « Soviet partisan detachment 1941–1944 » (voir la liste des auteurs).
- А.Л. Манаенкаў. Партызанскі атрад у Вялікую Айчынную вайну // Беларуская энцыклапедыя: У 18 т. Т. 12. — Мінск: БелЭн, 2001. — 560 с. p. 124.  (ISBN 985-11-0198-2) (т.12). The source references: Беларусь у Вялікай Айчыннай вайне 1941—1945: Энцыкл. Мн., 1990. С. 456—474. Партизанские формирования Белоруссии в годы Великой Отечественной войны (июль 1941—июль 1944). — Мн., 1983.
- General of Army Prof. Kozlov M.M. (ed.), Great Patriotic War 1941-1945 encyclopaedia (Velikaya Ottechestvennaya Voina 1941-1945 entsiklopedia), Moscow, Soviet Encyclopaedia (Pub.), 1985